# KTM 690 Enduro R
Die KTM 690 Enduro/Enduro-R ist ein Motorrad des Herstellers KTM AG.

## Beschreibung

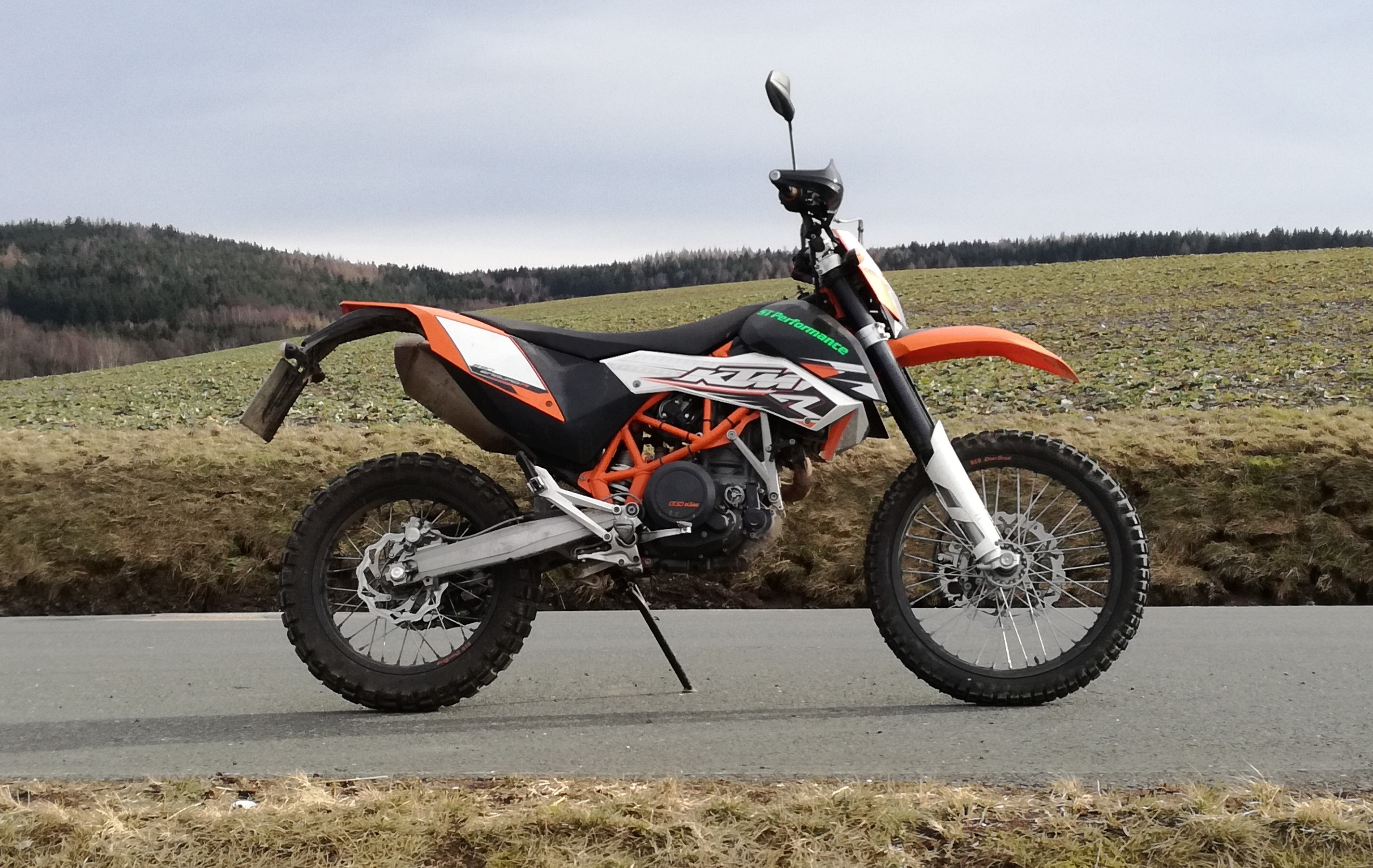
Enduro R Baujahr 2011

Die KTM 690 Enduro-R ist das Nachfolgemodell der KTM 640 LC4 Enduro und wird seit 2008 hergestellt. Ihren Einsatzzweck findet sie im Gelände und auf der Straße. KTM stellt damit einen Kompromiss zwischen Alltagstauglichkeit und Einsatz im Motorsport her. Die Enduro-R ist dabei eher an die EXC-Modelle angelehnt und besitzt, im Gegensatz zur normalen Enduro, von Werk aus grobstollige Bereifung. Bis 2011 wurde der 63-PS-Motor verwendet. Ab 2012 wurde die KTM 690 Enduro und die KTM 690 Enduro R in nur noch einer Version zusammengefasst. Der Hubraum wuchs, die Leistung stieg auf 67 PS und der Federweg wurde reduziert. Ab 2014 erhielt die KTM 690 Enduro R den Motor mit Doppelzündung und die Bremsanlage ein abschaltbares Antiblockiersystem. 2016 wurde die Fertigung vorübergehend auf Grund der Euro-4/5-Regelung eingestellt. 2019 wurde die KTM 690 Enduro R mit dem 74-PS-Motor, zusätzlicher Ausgleichswelle, Euro-4-konform und mit neuem Design vorgestellt.

## Allgemeine Daten
| Motor                 | 4-Takt-Einzylinder |
| Hubraum               | 690 cm³            |
| Leistung              | 49 kW bei 7500/min |
| Drehmoment            | 68 Nm bei 6000/min |
| Kühlung               | Wasserkühlung      |
| Starter               | Elektrostarter     |
| Bremse                | Scheibenbremse     |
| Gewicht, trocken      | ca. 146 kg         |
| Höchstgeschwindigkeit | 170 km/h           |

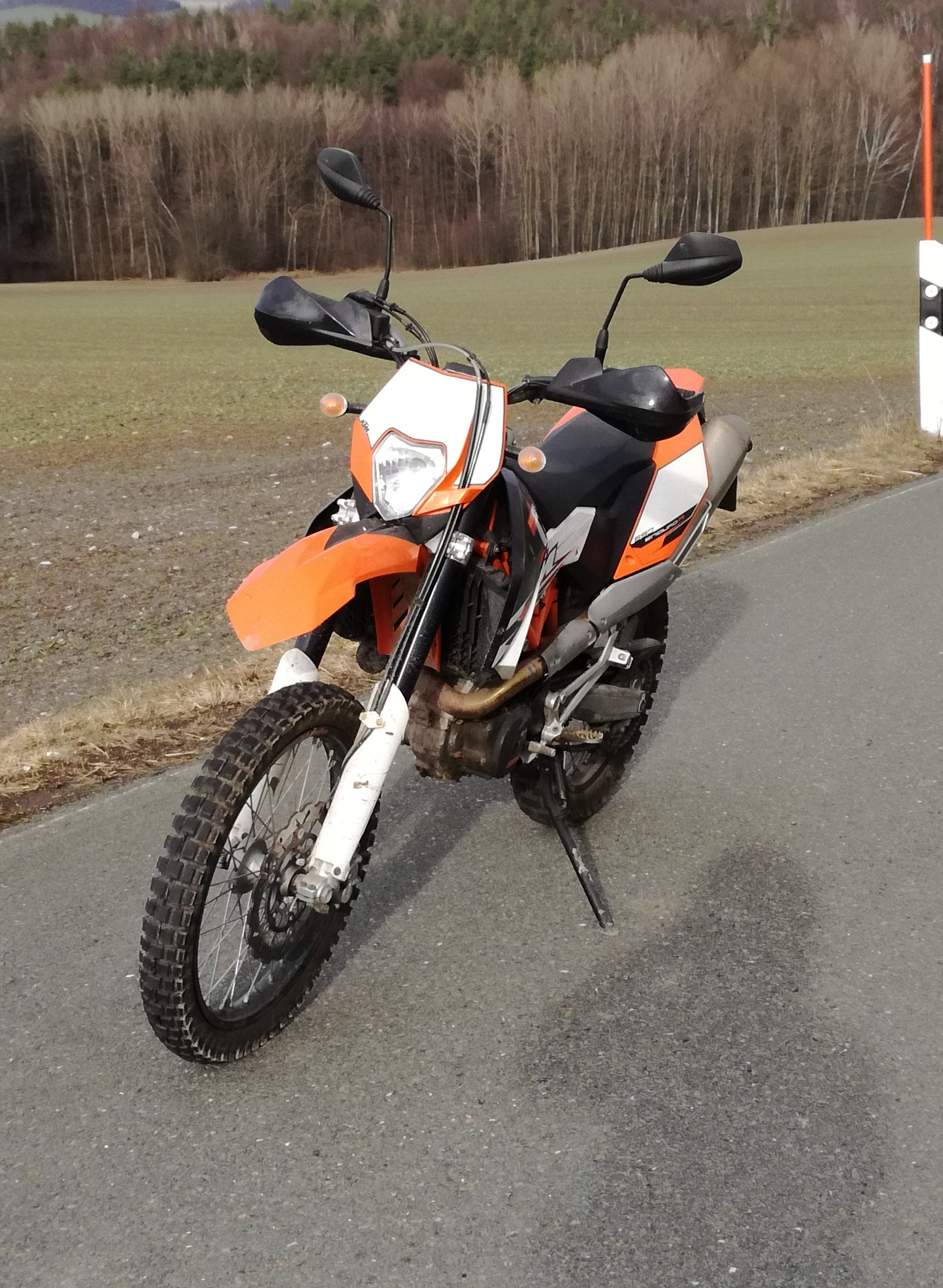
Ansicht vorne links

Die Enduro-R ist mit einem 4-Takt-Einzylinder-Motor ausgestattet. Dieser leistet je nach Baujahr bis zu 49 kW und liefert ein Drehmoment von 68 Nm bei einer Verdichtung von 12,5:1. Der Motor besitzt eine Wasserkühlung um den Anforderungen der hohen Hitzeentwicklung gerecht zu werden. Serienmäßig ist der Motor mit einem 12 V-Elektrostarter ausgerüstet.
Der Antrieb besteht aus einer Anti-Hopping-Kupplung und einem 6-Gang-Klauengetriebe. Die Kraftübertragung zum Hinterrad erfolgt über eine X-Ring-Kette.
Beim Rahmen handelt es sich um einen Gitterrohrrahmen um Gewicht zu sparen. Viele Anbauteile bestehen aus speziellem Kunststoff, der eine hohe Stabilität aufweist aber dennoch flexibel ist. Dadurch bricht dieser nicht bei einem Sturz, schützt aber dennoch darunterliegende Bauteile. Eine Besonderheit in der Bauweise ist der hintenliegende Tank, dieser fasst 12,5 l Superbenzin. Dessen Einbaulage verbessert den Schwerpunkt des Motorrades, wodurch die Handhabung verbessert wird. Der Tank besteht ebenfalls aus Kunststoff. Fahrfertig kommt das Motorrad damit auf rund 138 kg.
Von Werk aus wird die Enduro R mit Fußrasten für den Soziusbetrieb ausgeliefert. KTM gibt dabei einen Umrüstsatz für den Singlebetrieb mit.

## LC4-Motor

### Mechanik
Der Motor ist ein Einzylinder-Viertakt-Ottomotor mit  690 cm³ Hubraum. Dieser ergibt sich aus einer Bohrung von 102 mm und einem Hub von 84,5 mm (Modelljahr 2017). Je nach Baujahr wird eine Leistung von 46 kW bis zu 49 kW (63 – 67 PS) bei etwa 7500/min angegeben. Das maximale Drehmoment beträgt 68 Nm bei 6000/min. Das Verdichtungsverhältnis liegt bei 12,5:1. Die vier Ventile werden über Kipphebel von einer obenliegende Nockenwelle (OHC) betätigt. Die Nockenwelle wird über eine hydraulisch gespannte Steuerkette angetrieben. Um den Motor laufruhiger zu gestalten, hat er zusätzlich eine Ausgleichswelle.
Der Motor hat eine Trockensumpfschmierung mit zwei Ölpumpen.

### Motormanagement

#### Kraftstoffversorgung

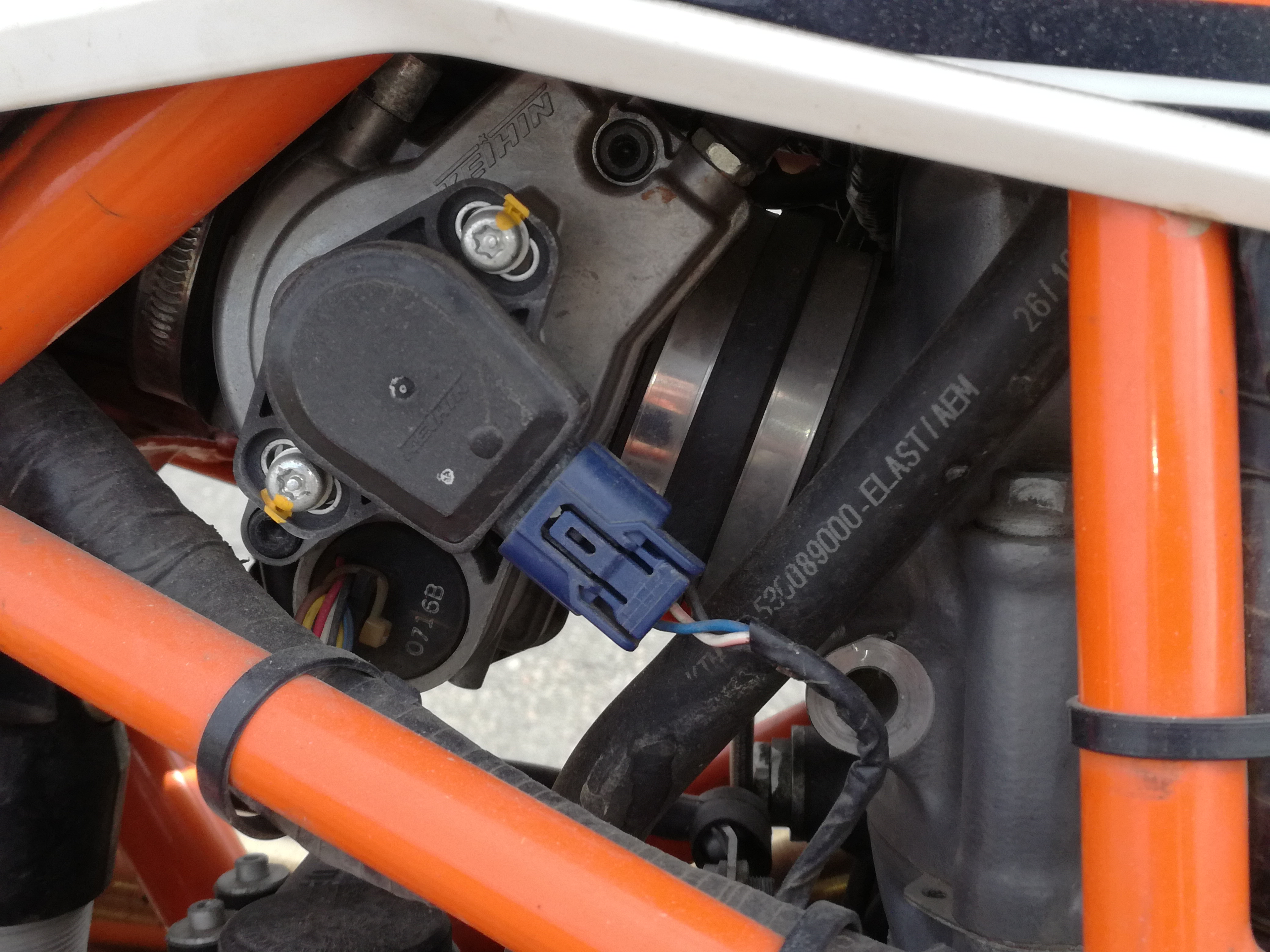
Drosselklappenkörper im eingebauten Zustand

Die Kraftstoffversorgung erfolgt über eine elektronische Benzineinspritzung. Die Gemischbildung findet noch vor dem Motor im Drosselklappenkörper statt. Der Drosselklappenkörper verfügt über einen Stellmotor, der den Winkel der Drosselklappe synchron an die Stellung des Gasgriffes anpasst. Die Ansteuerung erfolgt damit über ein Drive-by-Wire-System (ab Baujahr 2012), bis dahin wurde die Drosselklappe per Seilzug verstellt. Der Fahrer hat die Wahl zwischen mehreren Motorkennfeldern, die er manuell über einen Schalter unter der Sitzbank wählen kann. Dabei kann der Fahrer nach Bedarf die Fahrleistung drosseln, das Ansprechverhalten abschwächen oder die maximale Leistung des Motors abrufen. Zusätzlich regelt das Einspritzsystem den Motor bei Kaltstartvorgängen um den Abgasausstoß zu reduzieren.

## Galerie

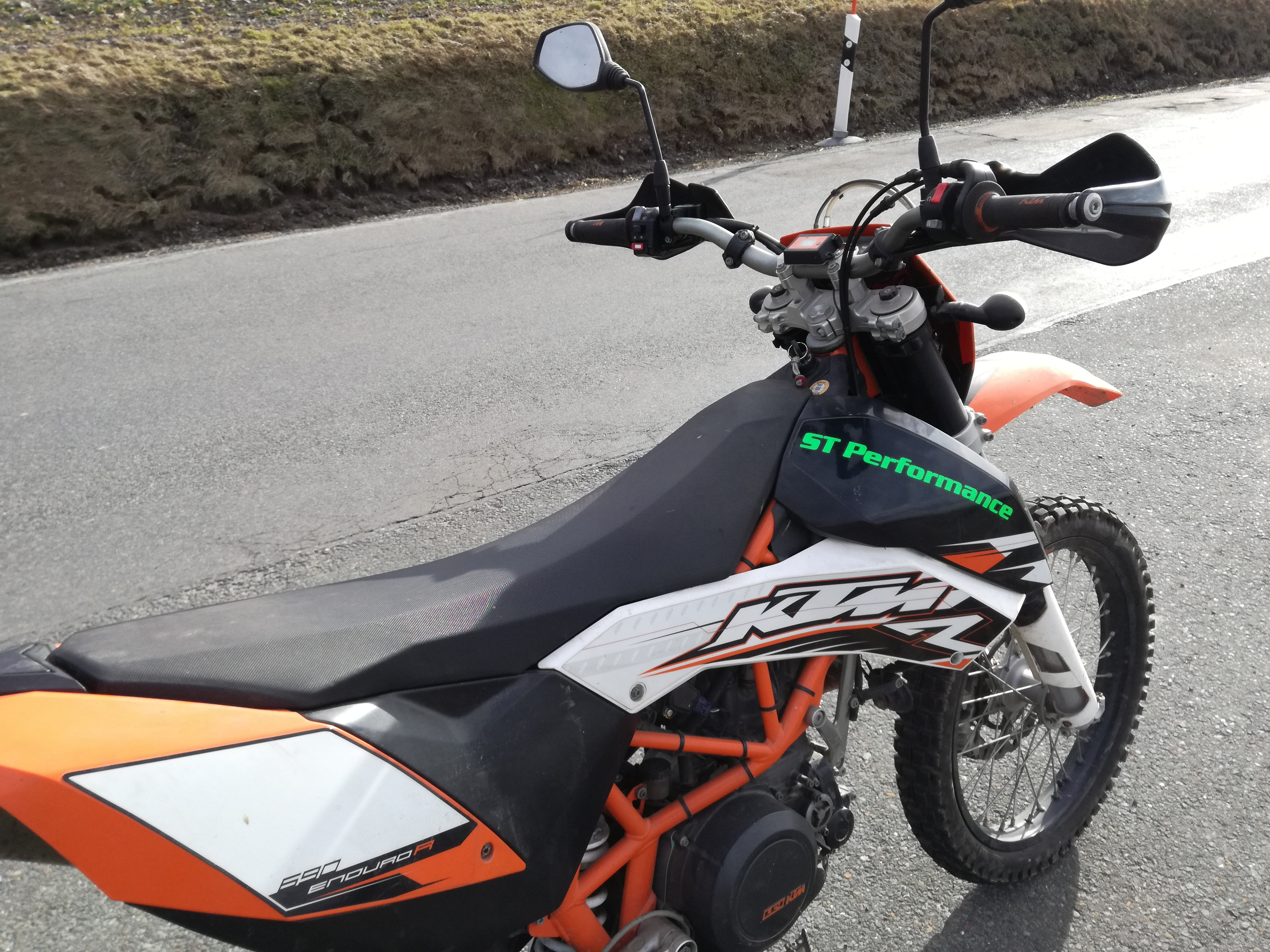
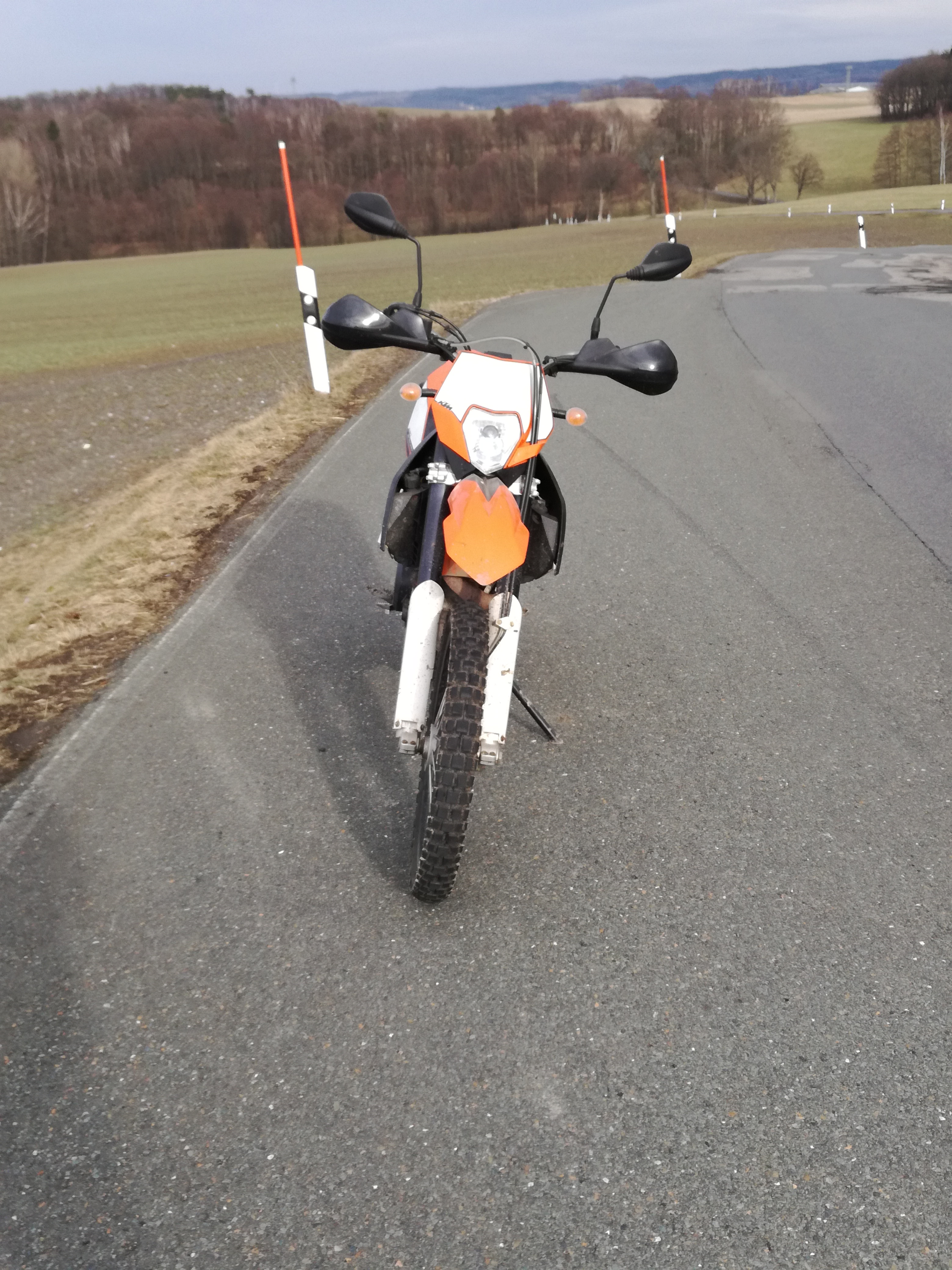
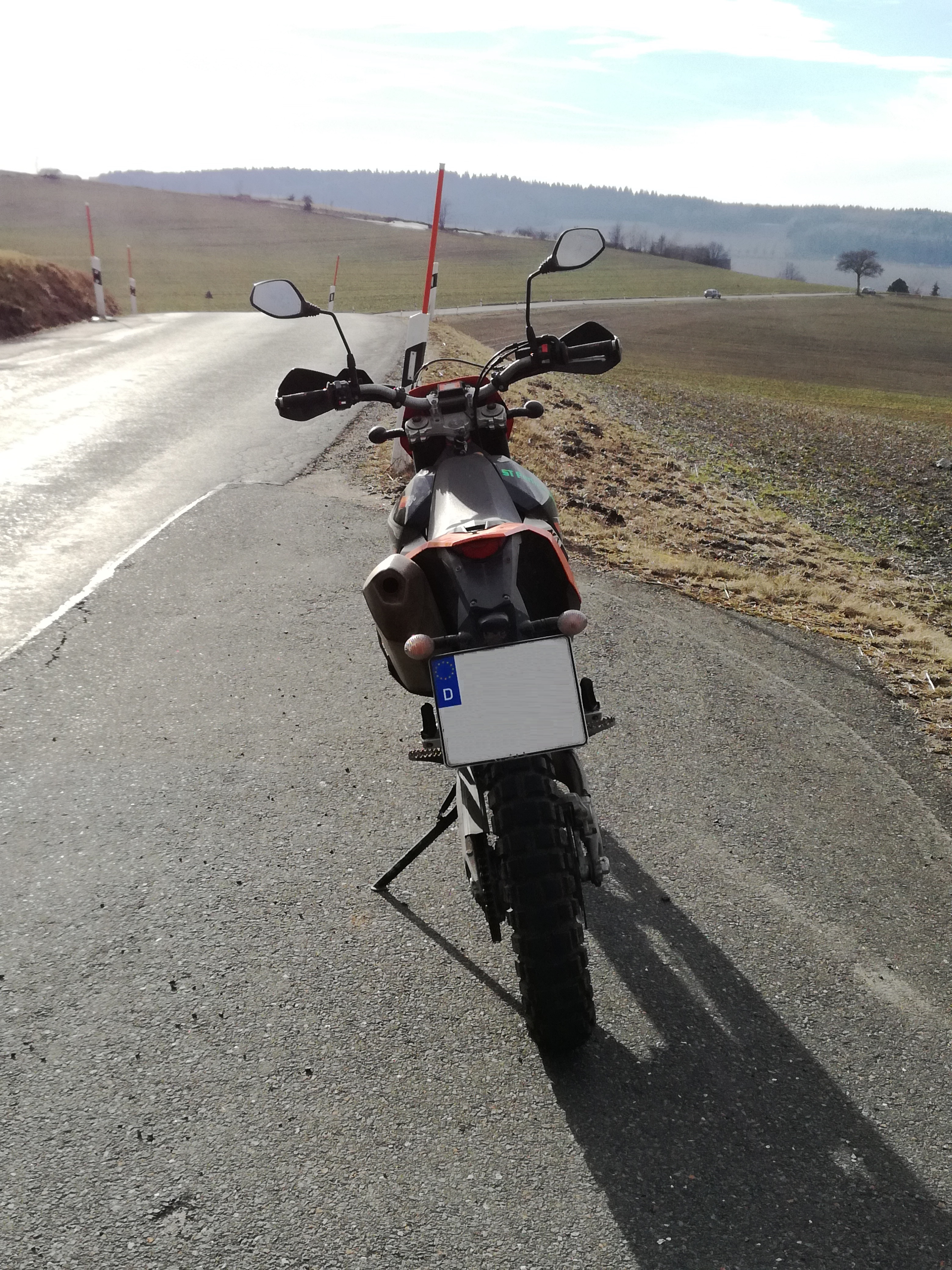
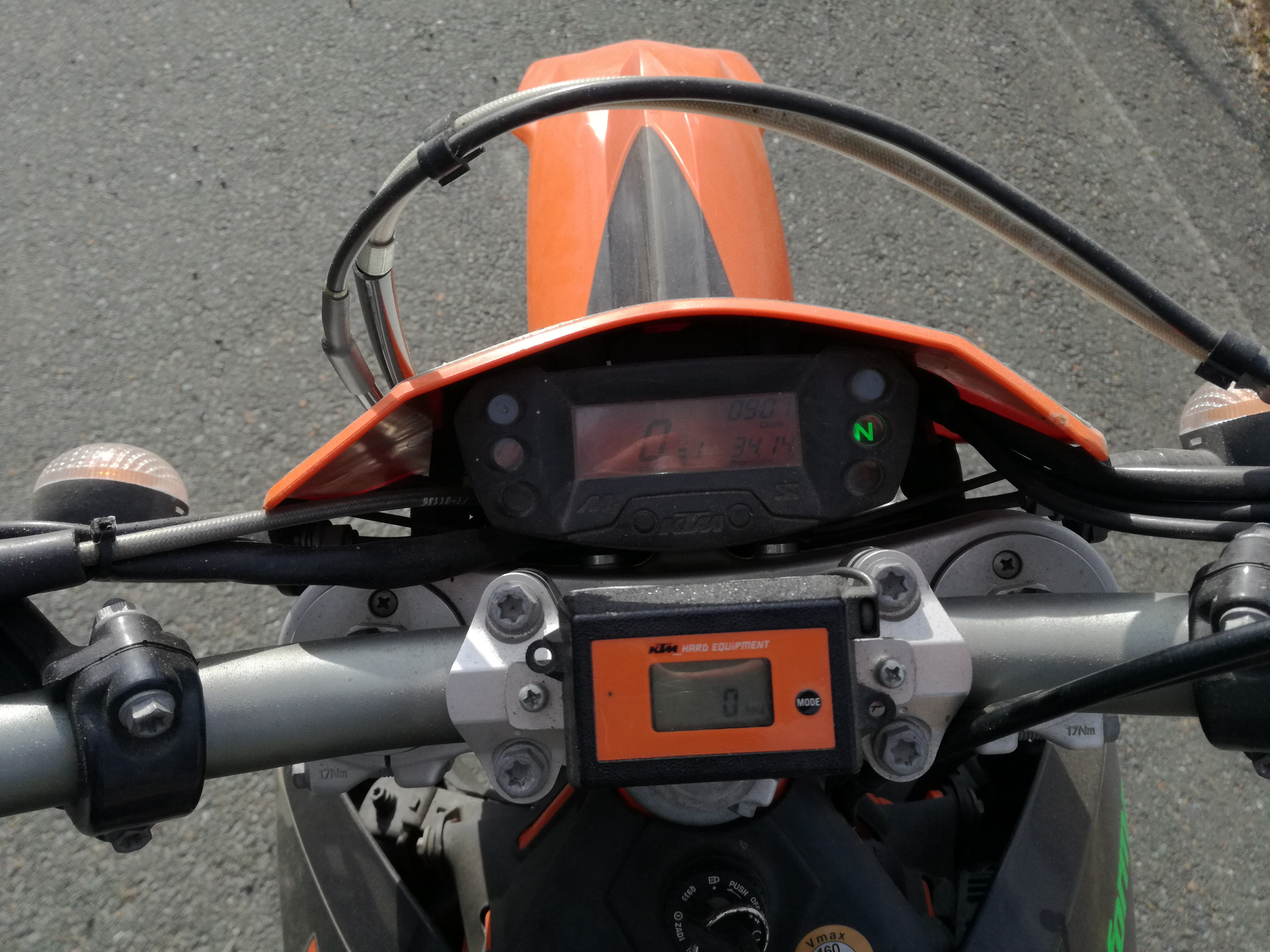
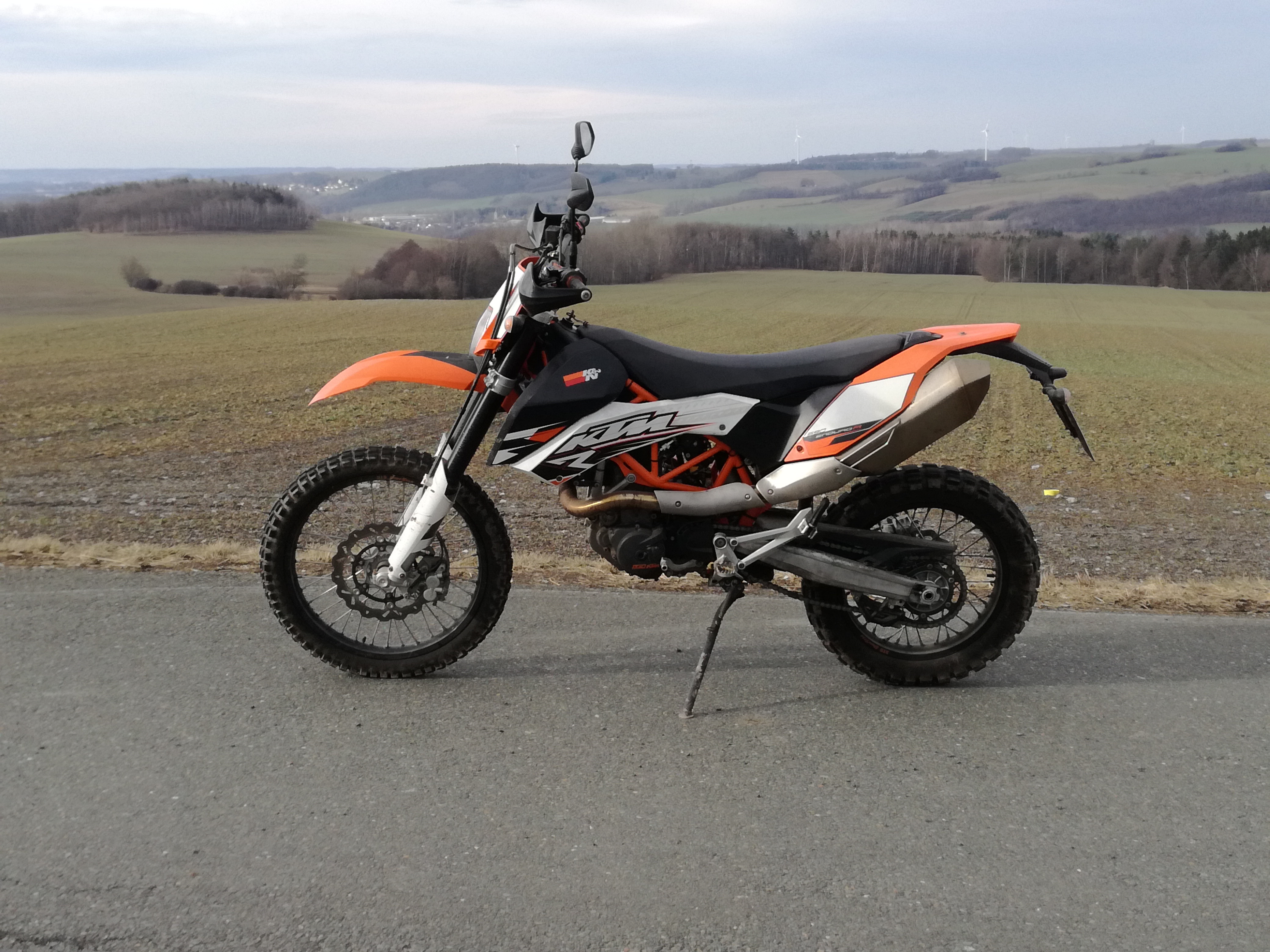

#### Zündanlage
Die Zündung des Gemisches erfolgt durch eine 12 V-Zündanlage. Bei neueren Modellen bereits durch eine Doppelzündung, diese optimiert die Verbrennung und reduziert dadurch den Kraftstoffverbrauch. Der Nachteil liegt dabei in der zusätzlichen Elektrik und damit dem höheren Gewicht, beziehungsweise der erhöhten Störanfälligkeit.

#### Kühlsystem
Der Motor ist wassergekühlt und besitzt zusätzlich einen 12 Volt-Elektrolüfter. Vor allem im Stadtverkehr ist dieser erforderlich, um ein Überhitzen des Motors zu vermeiden. Der Ausgleichsbehälter befindet sich unterhalb des Zündschlosses hinter der Gabel.

## Neuerungen zur KTM 640 LC4
Seit Produktionsbeginn 2008 wurde die 690 Enduro immer weiter entwickelt. Das Herzstück bildet der LC4-Motor, der über die Jahre von 640 cm³ auf 690 cm³ schrittweise vergrößert wurde. Der Vergaser wurde durch ein Einspritzsystem ersetzt, um aktuelle Abgasnormen zu erfüllen. Der serienmäßige Einbau eines Antiblockiersystems ist auch bei der 690-Enduro gesetzlich vorgeschrieben; allerdings wurde bis zur aktuellen Gesetzgebung ein Großteil der Modelle ohne ABS gefertigt, da dies im Gelände zu Nachteilen führen kann. KTM bietet den Besitzern der ABS-Varianten jedoch die Möglichkeit das ABS manuell abzuschalten, um damit im Gelände uneingeschränkt zu fahren. Dies erfolgt über einen Wahlschalter am Motorrad. Im Straßenverkehr ist die Abschaltung jedoch unzulässig.